# Cape Collinson
Cape Collinson (kinesiska: 黑角頭, 黑角头) är en udde i Hongkong (Kina). Den ligger i den centrala delen av Hongkong.
Terrängen inåt land är varierad. Havet är nära Cape Collinson åt sydost.  Centrala Hongkong ligger 10,6 km väster om Cape Collinson. 